# Сестричка (фільм, 2019)
«Сестричка» (башк. Һеңлекәш, рос. Сестрёнка) — військова драма російського режисера Олександра Галибіна. Екранізація повісті Мустая Каріма «Радість нашого дому», до 100-річчя з дня народження письменника. Перший у Російській Федерації фільм башкирською мовою, що випущений у широкий прокат. Прем'єра відбулася 19 вересня 2019 року.

## Сюжет
Події відбуваються у часи німецько-радянської війни. Шестирічний башкирський хлопець Яміль живе з матір'ю у селі Сайраново, його тато на фронті. Восени 1944 року батько Яміля йдучи через українське село заходить до одного з будинків, куди його покликала собака. Там він бачить декілька трупів, а в пічці знаходить живу десятирічну дівчину Оксану. Її він відправив до своєї родини, написавши дружині листа, щоб піклувалася про неї як про рідну. Оксана разом з її названим братом Ямілем та іншими сільськими дітьми спільно долають труднощі воєнного періоду. У кінці фільму батько Оксани Петро, що теж був на війні, знаходить її та повертається з дочкою до рідної України, вдячний башкирській родині. А до Яміля теж повертається батько з фронту, хоча родина думала, що він загинув, оскільки всю зиму та весну не було листів.

## У ролях
- Арсан Кримчурін — Яміль
- Марта Тимофєєва — Оксана
- Ільгіза Гільманова — мама Яміля
- Сулпан Абдрахімова — бабуся Яміля
- Юсуф Рахметов — Марат, друг Яміля
- Гульназ Хайсарівна — мати Марата
- Нажиба Іскандарова — Фархуніса, сліпа бабуся
- Раус Загітов — Мансур, дідусь
- Ірада Кадирова — листоноша
- Віталій Салій — Петро, батько Оксани
- Руслан Хайсаров — батько Яміля
- Тимур Гаріпов — полонений німець
- Сагідулла Байзігітов — голова
- Володимир Кузін — міліціонер
- Фаніс Рахметов — слідчий
- Ільназар Ахметьянов — Рушан

## Історія створення
Фільмування почалося весною 2018 року. Для зйомок кінострічки в селі Новохасаново, було побудовано башкирське село першої половини двадцятого століття.

## Фінансування
Фільм профінансовано Міністерством Культури Російської Федерації та Фондом імені Мустая Каріма.